# Castell'Umberto
Castell'Umberto là một đô thị ở tỉnh Messina trong vùng Sicilia của Italia, có vị trí cách khoảng 130 km về phía đông của Palermo và vào khoảng 70 km về phía tây của Messina. Tại thời điểm ngày 31 tháng 12 năm 2004, đô thị này có dân số 3.483 người và diện tích là 11,4 km².
Castell'Umberto giáp các đô thị: Naso, San Salvatore di Fitalia, Sinagra, Tortorici, Ucria.